# Dactylochelifer scaurus
Dactylochelifer scaurus es una especie de arácnido del orden Pseudoscorpionida de la familia Cheliferidae.

## Distribución geográfica
Se encuentra en España.